# 囧探查過界
《囧探查過界》（英語：Twilight Investigation），是香港電視廣播有限公司製作的時裝電視劇，由王喜及鍾嘉欣領銜主演，並由黃浩然、李思捷、陳國邦、朱慧敏、苑瓊丹、石修、周驄及陳秀珠聯合主演，監製羅永賢。此劇為2010無綫節目巡禮劇集之一。此劇是王喜在無綫電視的告別作。

## 故事大綱
紀安居（王喜飾）於一所調查公司工作，社長為其姑姐紀可人（陳秀珠飾）之舊情人葉國昌（石修飾），並與羅麗娜（苑瓊丹飾）、周家昇（黃浩然飾）及聶冰（朱璇飾）等同事一同進行偵探工作。安居在調查一宗通姦案期間認識模特兒鍾意得（鍾嘉欣飾），最後在意得協助下完成任務。意得在經歷一次醉駕意外後經歷生死，遂希望尋回離家廿年的母親梁惠娟（韓馬利飾）。在安居幫助下，意得除了得知母親離家的真相，更發現一個連自己也不知道的秘密......及後意得以其特殊的能力，與安居一起合作破解不少奇案......

## 演員表

### 紀家
| 演員   | 角色   | 關係 | 暱稱                                                       |
| 周 驄  | 紀可以 | 「廣瑞祥」香燭紙紥舖老闆 紀可人之兄 紀安居、紀安樂之父 葉國昌之租客 阿丙之僱主 | 可以叔、父親大人（紀安居專用）、父親（紀安居、鍾意得專用） |
| 陳秀珠 | 紀可人 | 第7集至「荷香」茶樓任收銀員（第14集辭職） 第14集至「薈寯調查公司」任職葉國昌特別行政助理 紀可以之妹 紀安居、紀安樂之姑姐 葉國昌前女友（多年前嫌其窮而棄之，第19集復合，第20集結婚） 梁文耀之情婦（偷取超市500萬逃回香港） 羅麗娜之情敵（第15集遭冤推其落樓梯，第16集化解誤會） | Carmen 姑姐（紀安居、紀安樂專用）                          |
| 王 喜  | 紀安居 | (1977-2009) 紀可以之子 紀可人之姪 紀安樂之兄 卓恩前男友 鍾意得之男友 四年前患有腦瘤，第15集開始惡化 第20集因車禍去世，與何英標一起投胎成為親兄弟，投胎後第九年(2018年)成為救護員並在墳場與鍾意得相遇 參見薈雋調查公司                                                          | Encore 幾戇居（陳小玉專用） 戇居居（鍾意得專用）           |
| 李綺雯 | 紀安樂 | 紀可以之女 紀可人之姪女 紀安居之妹 對Jason有好感 於第10集因腿部裝有義肢受Jason採訪成為校報題材而大受打擊 Jason之女友 | Angie 靚妹                                                 |

### 鍾家
| 演員   | 角色   | 關係 | 暱稱                                                                          |
| 夏 萍  | 陳小玉 | 鍾偉明之母 梁惠娟之奶奶 鍾意得之嬤嬤 於第1集已在睡眠中過世（在鐘意得撞車之前一天），紀安居、鍾意得可見其鬼魂 於第4集投胎 |                                                                               |
| 鄺佐輝 | 鍾偉明 | 陳小玉之子 梁惠娟之夫 鍾意得之父 自殺死亡 |                                                                               |
| 韓馬利 | 梁惠娟 | 陳小玉之媳婦 鍾偉明之妻 鍾意得之母 另見梁惠娟失縱案（第2至4集） 另見賓館縱火案（第2至4集、17至20集） | 媽咪（鍾意得專用） 阿嫂                                                       |
| 鍾嘉欣 | 鍾意得 | 生前為靚模 鍾偉明、梁惠娟之女 陳小玉之孫女 何英標之好友 紀安居之好友兼女友 蔡安迪前女友 林峯之超級狂迷 於第1集（2009年5月20日）醉酒駕駛撞車身亡後變成鬼魂 生日是1984年10月11日（享年25歲） 紀安居（第1集起）、周家昇（第15集）、王小虎（第15集）、蘇鑑林（第16集）可見其鬼魂 於第9、10集附身於紀安居（第9集拯救卓恩，第10集碌爆信用咭及吃東西） 於第10集附身於Jason（向紀安樂道歉） 於第14集因身體虛弱又遭周家昇、王小虎所逼失足附身於小狗 於第16集可預知未来 於第18集為救人而附身於李嘉敏（嚇跑鄭元政） 於第19集附身於王小虎（碌爆信用卡） 於第20集投胎成為阮倩之女阮欣欣 童年由王若嵐飾演 少女由陳婷欣飾演 另見磚頭襲擊殺人案（第17至20集） 另見私人恩怨謀殺案（第17至20集） | 得仔 意得 （陳小玉、梁惠娟專用） 得得（第1集Andy專用） 金毛丫鬟（紀安居專用） |
| 林淑敏 | 阮 倩  | 原為上海人，18歲移民法國 法國時裝潮流雜誌社總编辑 鄭元政前女友 阮欣欣之母 | 媽咪（鍾意得專用）                                                            |
| 冼迪琦 | 阮欣欣 | 鄭元政、阮倩之女 Billy同父異母之妹 投胎後的鍾意得 | 欣欣                                                                          |

### 周家
| 演員   | 角色   | 關係 | 暱稱             |
| 黄浩然 | 周家昇 | 李嘉敏之前夫（第18集復合） Billy之養父 鄭元政之情敵 參見薈雋調查公司 另見磚頭襲擊殺人案（第17-20集）                                                                                             | Tony 阿昇 兜巴昇 |
| 朱慧敏 | 李嘉敏 | 周家昇之前妻（第18集複合） Billy之母 鄭元政之前女友 第17集因幼時指證莫鎮忠殺人，遭其以磚頭打傷頭部昏迷住院 第18集遭鄭元政謀殺未遂（被鍾意得附身）後甦醒 參見警察 另見磚頭襲擊殺人案（第17-20集） | Mandy            |
| 鄭嘉樂 | Billy  | 鄭元政、李嘉敏之子（其血型為：Para Bombay A） 周家昇之養子 阮欣欣同父異母之兄 | Billy仔          |

### 薈雋調查公司
| 演員   | 角色   | 關係 | 暱稱                        |
| 石 修  | 葉國昌 | 「薈雋調查公司」社長 前退休警察 李嘉敏之前上司 紀可人前男友（因當時窮慘慒拋棄，第17集復合、第20集結婚） 第6集買下「廣瑞祥」香燭紙紥舖成為業主 紀可以之妹夫兼業主 紀安居之姑丈兼上司 紀安樂之姑丈 羅麗娜之暗戀對象 周家昇、王小虎、羅麗娜、聶冰、趙應達、廖碧珠之上司 第17集因投資失敗導致破產 | 葉Sir 國昌                  |
| 王 喜  | 紀安居 | 「薈雋調查公司」資深調查員 葉國昌之下屬 周家昇、王小虎之好友兼同事 於第9、10集被鍾意得附身（第9集拯救卓恩，第10集碌爆信用咭及吃東西） 生日是1975年（34歲） 參見紀家 另見磚頭襲擊殺人案（第17至20集） 另見私人恩怨謀殺案（第17至20集）                                                         | Encore 戇居居（鍾意得專用） |
| 黃浩然 | 周家昇 | 「薈雋調查公司」調查員 葉國昌之下屬 紀安居、王小虎之好友兼同事 參見周家 | Tony 阿昇 兜巴昇            |
| 苑瓊丹 | 羅麗娜 | 原為失婚婦人（丈夫至大陸包二奶）找「薈雋調查公司」調查其夫 離婚後至「薈雋調查公司」擔任管理部與會計部兼調查員 葉國昌之下屬 暗戀葉國昌 紀可人之情敵（因不甘經常被紀可人欺壓，第15集冤枉紀可人推自己落樓梯，第16集化解誤會）                                                                    | Laura（葉國昌專用） 娜姐    |
| 李思捷 | 王小虎 | 「薈雋調查公司」調查員（第7集） 葉國昌之線人兼下屬 紀安居、周家昇之好友兼同事 於第19集被鍾意得附身（碌爆信用卡） 聶冰之同事兼男友（第18集拍拖，第19集結婚） 另見富商情殺案（第2至6集） | 小虎 漿糊人（周家昇專用）   |
| 朱 璇  | 聶 冰  | 「薈雋調查公司」調查員 葉國昌之下屬兼世侄女 王小虎之同事兼女友（第19集結婚） Gary之情婦（第16集分手） | 冰冰                        |
| 張穎康 | 趙應達 | 「薈雋調查公司」調查員 電腦天才 葉國昌之下屬 廖碧珠之同事兼男友 | 阿撻                        |
| 倫紫玄 | 廖碧珠 | 「薈雋調查公司」秘書 葉國昌之下屬 趙應達之女友 | Jade                        |

### 警察
| 演員   | 角色   | 關係 | 暱稱        |
| 朱慧敏 | 李嘉敏 | 重案組督察 葉國昌之前下屬 王柱銘、黃力勤、蔡柏權、莫敏芝之上司 於第19集知悉並肯定紀安居之鬼線人鍾意得的存在 參見周家 另見磚頭襲擊殺人案（第17至20集） | Mandy Madam |
| 陳國邦 | 何英標 | 軍裝警員（PC99977） 蘇鑑林之徒弟 2004年2月為情自殺後成為鬼魂 生日是1969年（享年35歲） 紀安居、周家昇、王小虎、蘇鑑林可見其鬼魂 鍾意得之好友 於第7集附身於蘇鑑林（指導鍾意得如何附身） 於第12集附身於謝保全捉拿張俊輝 於第16集因助蘇鑑林隱瞞警方一事，受不住良心的責備而自行到監獄坐牢 於第20集與紀安居一起投胎成為親兄弟 另見磚頭襲擊殺人案（第17至20集） 另見私人恩怨謀殺案（第17至20集） | 九孖七      |
| 劉 丹  | 蘇鑑林 | 軍裝警員（PC38533） 何英標之師傅 當執時遇銀行劫匪為何英標擋子彈 於第7集被何英標附身（指導鍾意得如何附身） 另見忘年戀殺人案（第12至16集） | 鑑叔        |
| 曾守明 | 王柱銘 | 重案組探員 李嘉敏之下屬 |             |
| 楊證樺 | 黃力勤 | 重案組探員 李嘉敏之下屬 | 花王        |
| 陳建文 | 蔡柏權 | 重案組探員 李嘉敏之下屬 | 菜頭        |
| 葉凱茵 | 莫敏芝 | 重案組探員 李嘉敏之下屬 | 蚊滋        |
| 葉 暐  | -      | 軍裝警員 另見私人恩怨謀殺案（第17至20集） |             |
| 賀文傑 | -      | 軍裝警員 |             |
| 蕭凱欣 | -      | 軍裝警員 |             |

### 與案件有關的人物

#### 標書洩漏案（第1集）
| 演員   | 角色       | 關係                                                                                     | 暱稱       |
| 羅天池 | MK仔       | 陳生之下屬（辦公室助理） 偷取標書賣予「夏氏建築公司」顧問工程職員Peter                   |            |
|        | Peter Fong | 「夏氏建築公司」顧問工程職員 收買MK仔以偷取標書                                          |            |
|        | 陳 生      | MK仔之上司                                                                               |            |
| 苑瓊丹 | 羅麗娜     | 「薈雋調查公司」管理部與會計部兼調查員 混入「夏氏建築公司」當清潔部職員 參見薈雋調查公司 | Laura 娜姐 |
| 王 喜  | 纪安居     | 「薈雋調查公司」私家偵探 跟蹤MK仔 參見薈雋調查公司                                       | Encore     |
| 黃浩然 | 周家昇     | 「薈雋調查公司」調查員 跟蹤MK仔 參見周家                                                 | 阿昇       |
| 朱 璇  | 聶 冰      | 「薈雋調查公司」調查員 跟蹤MK仔 參見薈雋調查公司                                         | 冰冰       |

#### 珠寶商與名模偷情案（第1至2集）
| 演員   | 角色   | 關係                                                                              | 暱稱    |
| 郭德信 | 馬澄亨 | 「馬氏珠寶」老闆 馬莉莉之夫 李莎莉之情夫（第2集分手）                             |         |
| 何綺雲 | 李莎莉 | 香港十大模特兒大獎得主 馬澄亨之情婦（第2集分手） 鍾意得之同事 與鍾意得不和        | Shirley |
| 陳蔚而 | Apple  | 靚模 鍾意得之同事                                                                 |         |
| 鄭瑩瑩 | Betty  | 靚模 鍾意得之同事                                                                 |         |
| 彭 嫻  | Cat    | 靚模 鍾意得之同事                                                                 |         |
| 徐 萌  | Doris  | 靚模 鍾意得之同事                                                                 |         |
| 溫裕紅 | Vincy  | 模特兒之經理人                                                                    |         |
| 夏竹欣 | Elaine | 模特兒之保姆                                                                      |         |
| 莊狄生 | Vincy  | 髮型師                                                                            |         |
| 黎柏麟 | -      | 髮型師                                                                            |         |
| 謝悼言 | -      | 攝影師                                                                            |         |
| 鍾嘉欣 | 鍾意得 | 少女模特兒 與李莎莉不和 告知紀安居線索，馬澄亨與李莎莉偷情的酒店房間號碼 參見鍾家 | 得仔    |
| 王 喜  | 纪安居 | 「薈雋調查公司」私家偵探 混入模特兒公司當司機 參見薈雋調查公司                    | Encore  |
| 朱 璇  | 聶 冰  | 「薈雋調查公司」調查員 混入模特兒公司當化妝師 參見薈雋調查公司                    | 冰冰    |

#### 梁惠娟失縱案（第2至4集）
| 演員   | 角色   | 關係 | 暱稱   |
| 韓馬利 | 梁惠娟 | 年輕時「金麗華夜總會」任職侍應 徐桂芳好姐妹 被徐桂芳設計灌醉後帶往賓館遭陳大成姦污未遂（獲鄭南所救） 20年前失縱，被誤為喪生火窟 參見鍾家 另見賓館縱火案（第2至4集、17至20集） |        |
| 李麗麗 | 徐桂芳 | 「金麗華夜總會」舞小姐 梁惠娟好姐妹 因欠陳大成龐大債務，而設計梁惠娟予其扺債 一直誤為害死梁惠娟而良心不安 另見賓館縱火案（第2至4集、17至20集）                                | LuLu   |
| 曾健明 | -      | 「金麗華夜總會」經理 |        |
| 黃文標 | 陳大成 | 徐桂芳債主 姦污梁惠娟未遂 於1989年4月18日祥興發大廈火警喪生火窟 另見賓館縱火案（第2至4集、17至20集）                                                                          | 大麻成 |
| 鍾嘉欣 | 鍾意得 | 少女模特兒 「薈雋調查公司」客人 找紀安居查找失蹤廿年的母親 參見鍾家 | 得仔   |
| 王 喜  | 纪安居 | 「薈雋調查公司」私家偵探 為鍾意得找尋其失蹤母親 參見薈雋調查公司 | Encore |

#### 富商情殺案（第2至6集）
| 演員   | 角色   | 關係 | 暱稱       |
| 李國麟 | 何禮信 | 鞋廠老闆 王美琪之夫 何麗晴之父 葉國昌之好友 因其妻外遇憤而殺害王俊峰、王美琪 於第6集被捕                                                    | 老何       |
| 李彩寧 | 王美琪 | 何禮信第二任妻子 何麗晴之繼母 王俊峰之情婦（不甘分手，憤而以情欲照勒索何禮信後，冤枉王俊峰所為） 于第4集遭何禮信用皮带勒死                  | Miki       |
| 梁嘉琪 | 何麗晴 | 何禮信之女 王美琪之繼女 王俊峰之女友 發現王俊峰與繼母有染憤而墮胎 發現何禮信殺害王俊峰後情緒不穩 被誤疑為殺害王俊峰、王美琪                 | 晴晴       |
| 楊 明  | 王俊峰 | 健身教練 就讀美國西林大學工商管理系（停學） 王小虎之弟 何麗晴之男友 王美琪之情夫，事發後分手 於第4集遭何禮信用刀所殺後棄屍 童年由洪煒恆飾演 | Sean       |
| 李思捷 | 王小虎 | 原為古惑仔，替社團大佬頂罪入獄（第3集出獄） 王俊峰之兄 被誤疑為殺害王美琪 參見薈雋調查公司                                                  | 漿糊人     |
| 黃浩然 | 周家昇 | 「薈雋調查公司」調查員 混入健身中心當健身教練調查王俊峰 參見周家                                                                            | 阿昇       |
| 苑瓊丹 | 羅麗娜 | 「薈雋調查公司」管理部與會計部兼調查員 混入健身中心當客人調查王俊峰 參見薈雋調查公司                                                        | Laura 娜姐 |
| 朱 璇  | 聶 冰  | 「薈雋調查公司」調查員 混入健身中心當客人調查王俊峰 參見薈雋調查公司                                                                        | 冰冰       |
| 張穎康 | 趙應達 | 「薈雋調查公司」調查員 電腦天才 在海旁偷拍王俊峰與何麗晴 參見薈雋調查公司                                                                   | 阿撻       |

#### 超市破壞案（第5集）
| 演員   | 角色   | 關係                                                                         | 暱稱       |
|        | 破壞王 | 用界刀破壞超級市場貨架上的貨物 於第5集被捕                                   | 四眼仔     |
| 王 喜  | 纪安居 | 「薈雋調查公司」私家偵探 混入超級市場當客人 參見薈雋調查公司                 | Encore     |
| 鍾嘉欣 | 鍾意得 | 少女模特兒 通知紀安居破壞王之身份 參見鍾家                                   | 得仔       |
| 苑瓊丹 | 羅麗娜 | 「薈雋調查公司」管理部與會計部兼調查員 混入超級市場當收銀員 參見薈雋調查公司 | Laura 娜姐 |
| 朱 璇  | 聶 冰  | 「薈雋調查公司」調查員 混入超級市場當客人 捉拿破壞王 參見薈雋調查公司        | 冰冰       |
| 張穎康 | 趙應達 | 「薈雋調查公司」調查員 電腦天才 在控制室監控超級市場情況 參見薈雋調查公司    | 阿撻       |

#### 借屍還魂案（第7至9集）
| 演員   | 角色   | 關係 | 暱稱      |
| 陳美詩 | 卓 恩  | 漫畫家《牛女日記》作者 紀安居、尤心美前女友 因紀安居患上腦瘤並被其提出分手而成為女同性戀者 因不甘分手誤傷尤心美後，誤認為將其殺害 遭尤心傑以手機拍下殺人過程威脅，冒認尤心美 張麗芳之契女 「尤氏集團」行政總栽 「尤氏慈善基金會」主席 主動向張麗芳自首冒認尤心美 | 阿恩 恩姐 |
| 黎諾懿 | 尤心傑 | 美國經濟碩士 「尤氏集團」副行政總裁 張麗芳之子 尤心美之弟 真正殺害尤心美之兇手 要脅卓恩冒認尤心美以奪取行政總栽與財產 於第9集被捕 | Golf友    |
| 朱凱婷 | 尤心美 | 「尤氏集團」行政總栽 張麗芳之女 尤心傑之家姐 卓恩之前女友（女同性戀者） 遭卓恩誤傷後，再遭尤心傑撞傷頭部身亡 | Meisy     |
| 雪 妮  | 張麗芳 | 「尤氏集團」董事 尤心美、尤心傑之母 卓恩之契媽 |           |
| 江梓瑋 | -      | 「尤氏集團」職員 |           |
| 葉婷芝 | -      | 「尤氏集團」職員 |           |
| 陳珈穎 | -      | 「尤氏集團」職員 |           |
| 顏桂洲 | -      | 「尤氏集團」職員 |           |
| 蘇恩磁 | -      | 「尤氏集團」董事 |           |
| 招石文 | -      | 「尤氏集團」董事 |           |
| 王 喜  | 纪安居 | 「薈雋調查公司」私家偵探 卓恩之前男友 於第9集揭穿尤心傑的真面目 參見薈雋調查公司 | Encore    |
| 鍾嘉欣 | 鍾意得 | 於第8集在「尤氏集團」洗手間戲弄卓恩 協助紀安居查案 參見鍾家 | 得仔      |
| 陳國邦 | 何英標 | 軍裝警員（PC99977） 協助紀安居查案 參見警察 | 九孖七    |
| 黃浩然 | 周家昇 | 「薈雋調查公司」調查員 混入按摩中心當客人調查尤心傑 參見周家 | 阿昇      |
| 李思捷 | 王小虎 | 「薈雋調查公司」調查員 混入按摩中心當經理調查尤心傑 參見薈雋調查公司 | 小虎      |
| 朱 璇  | 聶 冰  | 「薈雋調查公司」調查員 混入按摩中心當職員並偷取尤心傑的手提電話 參見薈雋調查公司 | 冰冰      |
| 張穎康 | 趙應達 | 「薈雋調查公司」調查員 在按摩中心內以五分鐘破解尤心傑手提電話中的密碼 參見薈雋調查公司 | 阿撻      |

#### 片場鬧鬼殺人案（第10至12集）
| 演員   | 角色   | 關係 | 暱稱   |
| 曾偉權 | 裴 強  | 電影《花影紅傳》男主角（飾米舖四少爺） 霍美静之夫 徐盈之情夫 張俊輝、謝保全之情敵 於第11集被張俊輝用刀從背後刺死                                                                                     |        |
| 宋熙年 | 徐 盈  | 「潮州司馬陳颖恩紀念小學」學生 影后 電影《花影紅傳》女主角（飾花影红） 裴強之情婦 與韋玲不合 張俊輝之痴戀對象兼小學舊同學 謝保全之偶像 遭霍美静以情欲照威脅 於第12集欲退出影壇而遭張俊輝绑架，后获救 | 盈姐   |
| 伍慧珊 | 韋 玲  | 電影《花影紅傳》第二女主角（飾四奶奶） 與徐盈不合 |        |
| 江富強 | -      | 電影《花影紅傳》飾黑幫大漢 |        |
| 陳宇琛 | 張俊輝 | 「潮州司馬陳颖恩紀念小學」學生 徐盈之助手及小學舊同學 小學時已痴戀徐盈 殺死裴強、霍美靜 於第12集不願徐盈離開而將其绑架 於第12集被逮捕                                                                | Peter  |
| 簡慕華 | 霍美靜 | 裴強之妻 徐盈之情敵 以偷情照片威脅徐盈1000萬港幣 於第11集被張俊輝用刀刺死 | 裴太   |
| 林敬剛 | 謝保全 | 患有輕度弱智 徐盈之影迷 於第12集被何英標附身捉拿兇手 | 保長   |
| 黃子衡 | -      | 電影《花影紅傳》導演 |        |
| 李家鼎 | 大哥然 | 燈光師 常遭導演怒罵而產生極大壓力 |        |
| 李岡龍 | -      | 電影《花影紅傳》老闆 |        |
| 沈震軒 | -      | 片廠保安 |        |
| 黃梓瑋 | -      | 片廠保安 |        |
| 李啟傑 | 通姦榮 | 私家偵探 受霍美靜所僱偷拍裴強與徐盈偷情證據 |        |
| 王 喜  | 纪安居 | 「薈雋調查公司」私家偵探 混入電視城當燈光師 參見薈雋調查公司 | Encore |
| 鍾嘉欣 | 鍾意得 | 協助紀安居查案 與紀安居和何英標拯救徐盈 參見鍾家 | 得仔   |
| 陳國邦 | 何英標 | 阿飄 協助紀安居查案 第12集附身於謝保全捉拿張俊輝 參見警察 | 九孖七 |
| 黃浩然 | 周家昇 | 「薈雋調查公司」調查員 混入電視城當臨時演員 參見周家 | 阿昇   |
| 李思捷 | 王小虎 | 「薈雋調查公司」調查員 混入電視城當臨時演員 參見薈雋調查公司 | 小虎   |

#### 忘年戀殺人案（第12至16集）
| 演員   | 角色   | 關係 | 暱稱   |
| 劉 丹  | 蘇鑑林 | 顧璇之男友 顧詠詩之父 顧子聰之公公 棄置李國鵬屍體及為顧詠詩頂罪 於第14集被捕入獄 參見警察                                                                | 鑑叔   |
|        | 顧 璇  | 生前為歌女 蘇鑑林之女友 顧詠詩之母（未婚生女） 顧子聰之婆婆 已去世                                                                                       |        |
| 沈可欣 | 顧詠詩 | 生果店店員 年輕時為舞女 蘇鑑林、顧璇之非婚生女 顧子聰之母 李國鵬之前妻 於第12集錯手殺死李國鵬 於第16集向警方自首後，被控意圖誤殺、給假口供、妨礙司法公正 | 阿詩   |
| 盧天行 | 顧子聰 | 患有自閉症 顧詠詩之子 蘇鑑林之外孫 在小時候已懂得修改相片和設計網頁                                                                                      | 聰仔   |
| 郭卓樺 | 李國鵬 | 顧詠詩之前夫（常對其妻毆打、拿錢） 於第12集遭顧詠詩錯手殺死                                                                                              | 士多鵬 |
| 陳勉良 | 道友華 | 被蘇鑑林收買指證他殺死李國鵬 |        |
|        | 鄰居   | 告知何英標和鍾意得李國鵬被殺當晚發生的事 |        |
| 王 喜  | 纪安居 | 「薈雋調查公司」私家偵探 參見薈雋調查公司 | Encore |
| 鍾嘉欣 | 鍾意得 | 協助紀安居查案 參見鍾家 | 得仔   |
| 陳國邦 | 何英標 | 阿飄 協助紀安居查案 蘇鑑林之徙 寫告密信予李嘉敏，講述李國鵬被殺當晚的線索 向蘇鑑林現身並知悉其苦衷 參見警察                                              | 九孖七 |

#### 賓館縱火案（第2至4集、17至20集）
| 演員   | 角色   | 關係 | 暱稱   |
| 韓馬利 | 梁惠娟 | 被徐桂芳設計灌醉後帶往「來春別墅」遭陳大成姦污未遂（獲鄭南所救） 與鄭南逃至台灣生活，並改名陳梓媚 參見鍾家 另見梁惠娟失縱案（第2至4集）                       | 阿嫂   |
| 蔣志光 | 莫鎮忠 | 何淑蘭之子 馬志超之大佬 遭鄭南、羅海嫁禍在「來春別墅」縱火而被判終身監禁（因表現良好而假釋出獄） 蘇鑑林獄友 「荷香茶樓」侍應 另見磚頭襲擊殺人案（第17至20集） | 阿忠   |
| 陸駿光 | 馬志超 | 莫鎮忠之手下 在「來春別墅」潑汽油當場被燒死 於第19集何英標以馬志超鬼魂出現，勸莫鎮忠放下恩怨                                                                  | 刀疤超 |
| 歐瑞偉 | 鄭 南  | 香港通緝犯 羅海之好友 為救梁惠娟而錯手縱火 與羅海將縱火案嫁禍給莫鎮忠 與梁惠娟逃至台灣生活，並改名謝浩東 「浩東集團」主席 在手術中去世                        | 南哥   |
| 古明華 | 羅 海  | 「來春別墅」管房 鄭南之好友 因畏懼鄭南為通緝犯而將縱火案嫁禍給莫鎮忠                                                                                          | 海哥   |
| 李麗麗 | 徐桂芳 | 梁惠娟好姐妹 設計梁惠娟予陳大成扺債 陳大成之債仔 另見梁惠娟失縱案（第2至4集）                                                                                 | LuLu   |
| 黃文標 | 陳大成 | 徐桂芳之債主 姦污梁惠娟未遂 於1989年4月18日「祥興發大廈」火警喪生火窟 另見梁惠娟失縱案（第2至4集）                                                            |        |
|        | 黄康杰 | 縱火案死者 |        |
| 楊鴻俊 | -      | 陳大成之手下 |        |
| 黃俊伸 | -      | 陳大成之手下 |        |

#### 磚頭襲擊殺人案（第17至20集）
| 演員   | 角色   | 關係 | 暱稱        |
| 蔣志光 | 莫鎮忠 | 何淑蘭之子 馬志超之大佬 遭鄭南、羅海嫁禍在「來春別墅」縱火而被判終身監禁（因表現良好而假釋出獄） 於第17集用磚頭從後殺害石志健（為報當年遭指證之仇）、 於第17集用磚頭襲擊李嘉敏（獲周家昇所救） 於第19集绑架梁惠娟（欲以其威脅鄭南） 於第19集被車壓死後變成鬼魂 於第20集陷害紀安居導致其車禍身亡 於第20集被何英標用槍消滅 青年由卓躒飾演 另見私人恩怨謀殺案（第17至20集） | 阿忠        |
| 裘卓能 | 劉偉倫 | 以磚頭襲擊青年、阿伯奪取金錢（於第18集被捕） |             |
|        | 石志健 | 39歲 油尖旺議員 青年時曾指證莫鎮忠為縱火犯 於第17集遭莫鎮忠以磚頭襲擊失血過多致死 青年由黃得生飾演 |             |
|        | 青年   | 25歲 售貨員 遭劉偉倫以磚頭襲擊劫財 |             |
|        | 阿伯   | 70歲 待應 遭劉偉倫以磚頭襲擊劫財 |             |
| 朱慧敏 | 李嘉敏 | 童年時曾指正莫鎮忠為縱火犯 於第17集遭其用磚頭襲擊昏迷住院 於第18集遭鄭元政謀殺未遂（獲鍾意得所救） 童年時由郭佳詩飾演 參見警察 | Mandy Madam |
| 黃智賢 | 鄭元政 | 法國餐廳總廚 李嘉敏、阮倩之舊情人 因患上腎臟病急需腎臟捐贈（血型為：Pava Bombay A），而接近李嘉敏與Bill母子 Billy、阮欣欣之父 故意花錢請爛面春打傷自己以陷害周家昇（為免周家昇與李嘉敏復合） 企圖謀殺李嘉敏（為免其甦醒指證自己） 於第18集遭莫鎮忠殺害未遂（獲鍾意得所救）                                                                                               | Joe         |

#### 私人恩怨謀殺案（第17至20集）
| 演員   | 角色   | 關係                                                                                                  | 暱稱                        |
| 蔣志光 | 莫鎮忠 | 企圖傷害纪安居、鍾意得、何英標 於第20集陷害紀安居導致其車禍身亡 於第20集被何英標用槍消滅              | 阿忠                        |
| 韓馬利 | 梁惠娟 | 於第19集遭莫鎮忠绑架，幸與鍾意得母女心靈相通，最後獲鍾意得所救 於第19集回到台灣重過新生活 參見鍾家    | 媽咪（鍾意得專用）          |
| 王 喜  | 纪安居 | 於第20集被莫鎮忠陷害導致車禍身亡 於第20集與何英標一起投胎成為親兄弟 參見紀家                          | Encore 戇居居（鍾意得專用） |
| 鍾嘉欣 | 鍾意得 | 於第20集為救紀安居而錯過投胎 於第20集遭莫鎮忠所害導致墜樓 再次獲得機會投胎為阮倩之女：阮欣欣 參見鍾家 | 得仔 金毛丫鬟（紀安居專用） |
| 陳國邦 | 何英標 | 於第20集用槍將莫鎮忠消滅 於第20集與紀安居一起投胎成為親兄弟 參見警察                                  | 九孖七                      |
| 葉 暐  | -      | 軍裝警員 遭莫鎮忠鬼魂所殺未遂 參見警察                                                                |                             |

### 其他演員
| 演員   | 角色   | 關係                                                                                                  | 暱稱   |
| 麥子樂 | Jason  | 大學生 曾為「大學生校報」訪問紀安樂 於第10集被鍾意得附身撕毀稿件向紀安樂道歉 Patsy前男友 紀安樂之男友 |        |
| 陳少邦 | 蔡安迪 | 鍾意得前男友 Suki之男友（外遇對象）                                                                   | Andy   |
| 傅千盈 | Suki   | 蔡安迪之女友（第三者）                                                                                | 壽司妹 |
| 鄭家生 | 丙 叔  | 「廣瑞祥」香燭紙紮舖店員 第17集紀可人假扮拍拖                                                         |        |
| 梁珈詠 | -      | 記者                                                                                                  |        |
| 鄭世豪 | -      | 記者                                                                                                  |        |
| 陳狄克 | 周經理 | 「荷香茶樓」經理 紀可人、莫鎮忠之前僱主                                                               |        |
| 祝文君 | 朱 女  | 會計師 葉國昌相親對象                                                                                 |        |
| 蘇麗明 | -      | 健身闊太                                                                                              |        |
| 何俊軒 | -      | 醫生 何麗晴、李嘉敏之主診醫生                                                                         |        |
| 孫慧雪 | -      | 珠寶店員 向王俊峰銷售結婚戎指                                                                         |        |
| 黃鳳瓊 | -      | 健身闊太 非禮周家昇                                                                                   |        |
| 呂 熙  | -      | 健身室職員                                                                                            |        |
| 姚浩政 | -      | 健身室職員                                                                                            |        |
| 李海生 | -      | 村長 統籌清理陳小玉之故居                                                                             |        |
| 凌禮文 | -      | 「廣瑞祥」香燭紙紮舖前業主 第6集變賣予葉國昌                                                          |        |
| 戴志偉 | 梁文耀 | 鄭少雲之夫 紀可人之情夫 遭紀可人偷取超市現金500萬                                                     |        |
| 曾慧雲 | 鄭少雲 | 梁文耀之妻                                                                                            | 梁太   |
| 鍾建文 | 張 生  | 律師行職員 受梁文耀所託送遞律師信予紀可人                                                             |        |
| 張漢斌 | -      | 酒店經理 負責替紀可人結帳                                                                             |        |
| 陳念君 | -      | 欲跳樓婦人（獲蘇鑑林所救）                                                                            |        |
| 鍾志光 | -      | 卓恩車禍之主診醫生                                                                                    |        |
| 謝珊珊 | -      | 護士                                                                                                  |        |
| 陳宛蔚 | -      | 王小虎第一次偷拍之情婦                                                                                |        |
| 李 豪  | -      | 廚師 鄭元政之職員                                                                                     |        |
| 鄭家俊 | Roger  | 大學生 與Jason共同編輯「大學生校報」                                                                  |        |
| 陳佩思 | Alison | 大學生 與Jason共同編輯「大學生校報」                                                                  |        |
| 羅鈞滿 | Tom    | 大學生 與Jason共同編輯「大學生校報」                                                                  |        |
| 潘曉彤 | Patsy  | 大學生 與Jason共同編輯「大學生校報」 Jason前女友                                                      |        |
| 鍾鈺精 | -      | 女裝售貨員                                                                                            |        |
| 林佑飛 | -      | 搶劫銀行劫匪 開槍射傷蘇鑑林                                                                           |        |
| 邵卓勇 | -      | 翻版手袋看場員                                                                                        |        |
| 戴耀明 | Gary   | 聶冰之外遇男友（第16集分手）                                                                          |        |
| 柯 嵐  | -      | 送貨仔                                                                                                |        |
| 吳幸美 | -      | 新聞報導員（報道李國鵬屍體被發現之消息）                                                              |        |
| 周寶霖 | -      | 獸醫（搶救鍾意得上身之小狗）                                                                          |        |
| 蔡康年 | 連志高 | 腦科醫生 紀安居主治醫師                                                                               |        |
| 周家怡 | 丁醫生 | 婦科醫生 阮倩之主診醫生                                                                               |        |
| 黃樂兒 | -      | 急診室護士                                                                                            |        |
| 張達倫 | 凌醫生 | 鄭元政之主診醫生                                                                                      |        |
| 伍濼文 | -      | Gary之妻                                                                                              |        |
| 趙敏通 | 梁國威 | 囚犯                                                                                                  |        |
| 趙樂賢 | 陳大文 | 囚犯                                                                                                  |        |
| 單俊偉 | 爛面春 | 被鄭元政收買後「襲擊」他，陷害周家昇所為                                                              |        |
| 湯俊明 | 番 茄  | 王小虎好友 賓館管房 遭莫鎮忠襲擊                                                                      |        |
| 謝珊珊 | -      | 護士                                                                                                  |        |
| 阮 兒  | -      | 時裝售貨員                                                                                            |        |
| 駱達華 | 路人   | 於鍾意得旁邊走過                                                                                      |        |

## 收視
以下為本劇於香港無綫電視翡翠台、高清翡翠台及广州地区之收視紀錄：
| 週次 | 集數  | 日期                    | 平均收視 | 最高收視 | 百分比 | 广州省网 | 广州市网 | 广州收视合计 |
| 1    | 01-05 | 2010年11月29日—12月3日  | 27點     |          |        | 3.86     | 5.3      | 9.16         |
| 2    | 06-09 | 2010年12月6日—12月9日   | 29點     |          |        | 4.27     | 4.34     | 8.61         |
| 3    | 10-14 | 2010年12月13日—12月17日 | 28點     | 31點     |        | 3.81     | 5.15     | 8.96         |
| 4    | 15-20 | 2010年12月20日—12月24日 | 27點     | 31點     |        | 3.42     | 4.7      | 8.12         |

無線MyTV劇集重溫點擊:《囧探查過界》大結局後翌日MyTV網上劇集重溫全日錄得170萬點擊記錄，全年僅次於《義海豪情》的全日錄得370多萬點擊。

## 獎項

### MY AOD我的最愛頒獎典禮2011
| 獎項                   | 獲奬單位         |
| ---------------------- | ---------------- |
| 「我的最愛電視男配角」 | 黃浩然（周家昇） |

## 記事
- 2009年5月26日：此劇於12:30在將軍澳電視廣播城一廠外灰位舉行試造型記者會。[1]
- 2009年6月30日：此劇於15:00在將軍澳電視廣播城十三廠舉行開鏡拜神儀式[2][3]。
- 2009年7月10日：鍾嘉欣、王喜與陳國邦於上環拍攝外景。[4]
- 2009年8月31日：鍾嘉欣、王喜、黃浩然與駱達華於深夜在中環街頭拍攝外景。[5]
- 2009年8月15日：王喜於馬鞍山拍攝外景。[6]
- 2009年9月18日：鍾嘉欣進行外景拍攝。[7]
- 2009年10月3日：鍾嘉欣、陳國邦與劉丹於尖沙嘴拍摄外景。[8]
- 2010年11月28日：此劇於14:00在荃灣廣場一樓中庭舉行《囧探查過界》之「囧囧有神偵探社」。[9]
- 2010年12月15日：此劇於13:30在尖沙咀港鐵站A1出口地面（彌敦道清真寺旁）舉行《囧探查過界》之「囧探玩過界」。[10]
- 2010年12月24日：此劇於平安夜播映兩小時大結局。

## 接5電話大讚個案
本劇一直以輕鬆搞笑手法演出，每個演員都獲讚表現出色。
《囧探查過界》大結局後，無綫電視接到5宗電話個案，也是稱讚《囧探查過界》，3宗大讚王喜及鍾嘉欣的配搭新鮮，出來有火花，2宗則說有新意，希望開拍續集。

## 相關
- 造型報導：東方日報（页面存档备份，存于） 成報 蘋果日報
- 開鏡拜神儀式報導：東方日報（页面存档备份，存于）　蘋果日報